# Skorna på Donaustranden

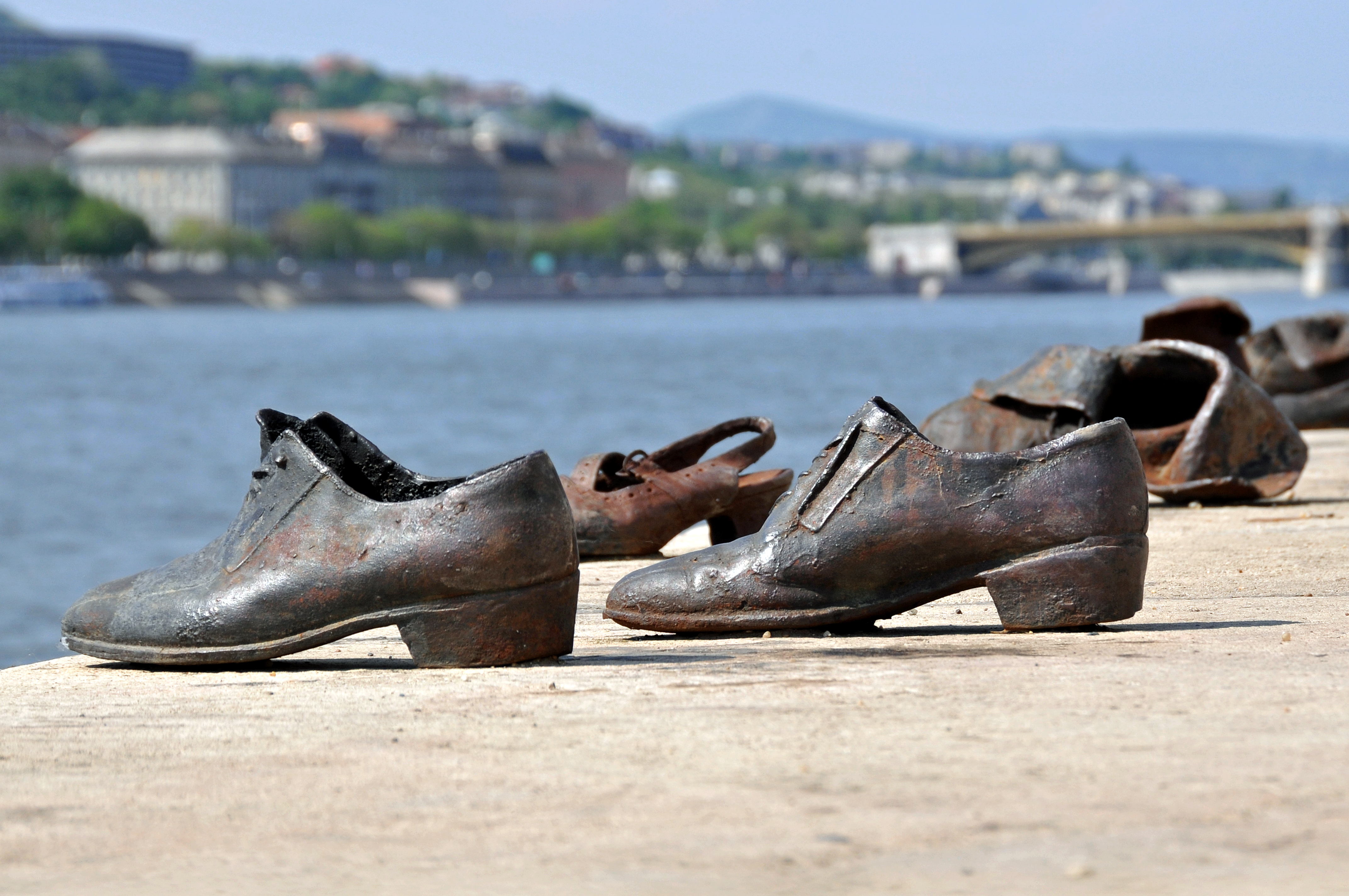
Närbild

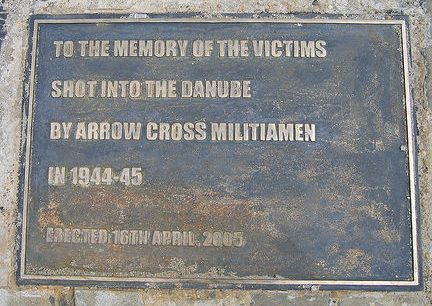
Minnesplakett

Skorna på Donaustranden (ungerska: Cipők a Duna-parton) är ett minnesmärke över mördandet av judar i Pest i Budapest i Ungern 1944–1945 av ungerska fascistiska miliser inom Pilkorsrörelsen. Det invigdes i april 2005.
Idén bakom kom från filmregissören Can Togay (född 1955) och drevs som ett medborgarinitiativ. Konstverkets skapades av Gyula Pauer (1941–2012). Motivet anspelar på att offren tvingades ta av sig skorna på kajkanten innan de sköts och föll ned i floden. Skulpturen består av 60 par tidstypiska skor i metall. Skorna är fästa i stenkajen, och bakom dem finns en 40 meter lång och 70 centimeter hög bänk i sten. Vid tre ställen finns minnesplaketter i gjutjärn med text på ungerska, engelska och hebreiska: "Till minne över offren som blev skjutna vid Donau av milismän från Pilkorsrörelsen 1944–45. Rest 16 april 2005". 

## Bakgrund
Flera mord vid Donau ägde rum i december 1944 och januari 1945 i andra världskrigets slutskede och med Röda armén på väg mot Budapest, efter det att den tyska ockupationsmakten installerat en ungersk pilkorsregim vid makten. Medlemmar ur Pilkorsrörelsens polisstyrka Nyilas grep så många som 20 000 judar från det nyinrättade och närbelägna ghettot i Budapest och avrättade dem på kajen.